# Увядающие листья
«Увядающие листья» (англ. Leaves Are Fading) — одноактный балет-элегия Энтони Тюдора на музыку Антонина Дворжака, одна из последних работ балетмейстера. Сценография — Мин Чо Ли, художник по костюмам — Патрисия Зиппродт, художник по свету — Дженнифер Типтон.
Премьера спектакля состоялась 17 июля 1975 года на сцене Нью-Йоркского театра Линкольн-центра в исполнении артистов труппы Американского театра балета (Марианна Черкасски, Хильда Моралес, Кларк Типет, Гелси Киркланд и другие).
Балет находился в репертуаре труппы вплоть до 2003 года, в 2007 году был вновь возобновлён Амандой Маккероу (англ. Amanda McKerrow) и Джоном Гарднером (англ. John Gardner).

## Музыка
Тюдор использовал произведения Антонина Дворжака, написанные композитором для камерного состава струнного оркестра:
- «Кипарисы» — вокальный цикл в аранжировке для струнного квартета (1887)
- Четыре песни «В народном духе», op. 73 (1886)
- Квартет № 8 ми мажор, op. 80 (1876)
- Терцет до мажор для двух скрипок и альта[нем.], op. 74 (1887)

## Сюжет
Спектакль, поставленный в импрессионистской манере, относится к «психологическим» балетам Энтони Тюдора. Конец лета. Женщина, появившаяся на поляне, предаётся ностальгическим воспоминаниям о своём прошлом. Танцы молодых людей передают её мысли. Свет меркнет, листья опадают, женщина уходит, просветлённая воспоминаниями.

## Постановки в других театрах
Мариинский театр, Санкт-Петербург
В конце XX века спектакль в составе программы «Вечер американской хореографии», в программу которого также входили одноактные балеты «Сиреневый сад» Энтони Тюдора и «Аполлон Мусагет» Джорджа Баланчина, входил в репертуар Мариинского театра. Премьеру, состоявшуюся 28 января 1992 года, подготовил представитель фонда Энтони Тюдора Айри Хинненен. В спектакле участвовали Лариса Лежнина и Виктор Баранов, Алтынай Асылмуратова и Константин Заклинский, Анна Поликарпова и Андрей Яковлев, Татьяна Терехова и Евгений Нефф и другие солисты балетной труппы, в том числе — Марина Чиркова и Ульяна Лопаткина. Премьерой дирижировал Виктор Федотов.
Королевский балет, Лондон
В 2001 году спектакль в составе программы одноактных балетов «Воспоминания» (англ. Memories) вошёл в репертуар Королевского балета. Премьеру танцевали Алина Кожокару, Йохан Кобборг, Тамара Рохо, Мартин Харвин и другие солисты труппы.

## Фильмография
- 1998, American Ballet Theatre Now: Variety & Virtuosity — дуэт в исполнении Аманды Маккероу и Джона Гарднера.